# Tour da Eslováquia de 2021
A 65.ª edição do Tour da Eslováquia foi uma corrida de ciclismo em estrada por etapas que se celebrou entre a 15 e a 19 de setembro de 2021 com início na cidade de Košice e final na cidade de Trnava em Eslováquia. O percurso constou de um total de 5 etapas sobre uma distância total de 692,1 km.
A corrida fez parte do circuito UCI Europe Tour de 2021 dentro da categoria 2.1 e foi vencida pelo eslovaco Peter Sagan do Bora-Hansgrohe. Completaram o pódio, como segundo e terceiro classificado respectivamente, o alemão Jannik Steimle do Deceuninck-Quick Step e o neerlandês Cees Bol do DSM.

## Equipas participantes
Tomaram parte na corrida 21 equipas, dos quais 7 foram de categoria UCI WorldTeam, 5 de categoria UCI ProTeam, 8 de categoria Continental e a seleção nacional da Eslováquia, quem conformaram um pelotão de 144 ciclistas dos quais terminaram 105. As equipas participantes foram:
| Equipes WorldTeam (7)- Deceuninck-Quick Step - Bora-Hansgrohe - Team DSM - Astana-Premier Tech - Israel Start-Up Nation - Qhubeka NextHash - Team BikeExchange Equipes ProTeam (5)- Bardiani CSF Faizanè - Uno-X Pro Cycling Team - Team Novo Nordisk - Equipo Kern Pharma - Gazprom-RusVelo Equipes Continentais (8)- Dukla Banská Bystrica - Cycling Academy Trenčín - Elkov-Kasper - Adria Mobil - Cycling Team Friuli ASD - Maloja Pushbikers - HRE Mazowsze Serce Polski - Topforex ATT Investments Equipe nacional- Eslováquia |
| |

## Etapas
| Etapa   | Data    | Percurso                        | type            | Distância (km) | Vencedor             | Líder geral  |
| ------- | ------- | ------------------------------- | --------------- | -------------- | -------------------- | ------------ |
| Prólogo | 15 set. | Košice – Košice                 | prólogo         | 1,6            | Kaden Groves         | Kaden Groves |
| 1       | 16 set. | Košice – Košice                 | etapa escarpada | 158,4          | Álvaro Hodeg         | Álvaro Hodeg |
| 2       | 17 set. | Spišské Podhradie – Dolný Kubín | etapa escarpada | 179,7          | Jannik Steimle       | Álvaro Hodeg |
| 3       | 18 set. | Dolný Kubín – Považská Bystrica | etapa escarpada | 193,2          | Kristoffer Halvorsen | Peter Sagan  |
| 4       | 19 set. | Trenčianske Teplice – Trnava    | etapa escarpada | 159,2          | Itamar Einhorn       | Peter Sagan  |

## Desenvolvimento da corrida

### Prólogo
| Košice - Košice | prólogo | (1,6 km) |

| \| Classificação por etapas \| Classificação por etapas \| Classificação por etapas \| Classificação por etapas \| Classificação por etapas \| \| Ciclista \| Ciclista \| Equipe \| Tempo \| \| \| ------------------------ \| ------------------------ \| ------------------------- \| ------------------------ \| ------------------------ \| \| 1. \| Kaden Groves \| BikeExchange \| 1m50s \| \| \| 2. \| Jannik Steimle \| Deceuninck-Quick Step \| + 0s \| \| \| 3. \| Marceli Bogusławski \| HRE Mazowsze Serce Polski \| + 1s \| \| \| 4. \| Cees Bol \| Team DSM \| + 1s \| \| \| 5. \| Álvaro Hodeg \| Deceuninck-Quick Step \| + 1s \| \| \| 6. \| Casper Pedersen \| Team DSM \| + 1s \| \| \| 7. \| Maciej Bodnar \| Bora-Hansgrohe \| + 2s \| \| \| 8. \| Frederik Rodenberg \| Uno-X Pro Cycling Team \| + 2s \| \| \| 9. \| Jason Osborne \| Deceuninck-Quick Step \| + 2s \| \| \| 10. \| Peter Sagan \| Bora-Hansgrohe \| + 3s \| \| |                     |                           |       |
| |                     |                           |       |
| |                     |                           |       |
| Classificação por etapas |                     |                           |       |
| Ciclista | Ciclista            | Equipe                    | Tempo |
| 1. | Kaden Groves        | BikeExchange              | 1m50s |
| 2. | Jannik Steimle      | Deceuninck-Quick Step     | + 0s  |
| 3. | Marceli Bogusławski | HRE Mazowsze Serce Polski | + 1s  |
| 4. | Cees Bol            | Team DSM                  | + 1s  |
| 5. | Álvaro Hodeg        | Deceuninck-Quick Step     | + 1s  |
| 6. | Casper Pedersen     | Team DSM                  | + 1s  |
| 7. | Maciej Bodnar       | Bora-Hansgrohe            | + 2s  |
| 8. | Frederik Rodenberg  | Uno-X Pro Cycling Team    | + 2s  |
| 9. | Jason Osborne       | Deceuninck-Quick Step     | + 2s  |
| 10. | Peter Sagan         | Bora-Hansgrohe            | + 3s  |

| \| Classificação geral \| Classificação geral \| Classificação geral \| Classificação geral \| Classificação geral \| \| Ciclista \| Ciclista \| Equipe \| Tempo \| \| \| ------------------- \| ------------------- \| ------------------------- \| ------------------- \| ------------------- \| \| 1. \| Kaden Groves \| BikeExchange \| 1m50s \| \| \| 2. \| Jannik Steimle \| Deceuninck-Quick Step \| + 0s \| \| \| 3. \| Marceli Bogusławski \| HRE Mazowsze Serce Polski \| + 1s \| \| \| 4. \| Cees Bol \| Team DSM \| + 1s \| \| \| 5. \| Álvaro Hodeg \| Deceuninck-Quick Step \| + 1s \| \| \| 6. \| Casper Pedersen \| Team DSM \| + 1s \| \| \| 7. \| Maciej Bodnar \| Bora-Hansgrohe \| + 2s \| \| \| 8. \| Frederik Rodenberg \| Uno-X Pro Cycling Team \| + 2s \| \| \| 9. \| Jason Osborne \| Deceuninck-Quick Step \| + 2s \| \| \| 10. \| Peter Sagan \| Bora-Hansgrohe \| + 3s \| \| |                     |                           |       |
| |                     |                           |       |
| |                     |                           |       |
| Classificação geral |                     |                           |       |
| Ciclista | Ciclista            | Equipe                    | Tempo |
| 1. | Kaden Groves        | BikeExchange              | 1m50s |
| 2. | Jannik Steimle      | Deceuninck-Quick Step     | + 0s  |
| 3. | Marceli Bogusławski | HRE Mazowsze Serce Polski | + 1s  |
| 4. | Cees Bol            | Team DSM                  | + 1s  |
| 5. | Álvaro Hodeg        | Deceuninck-Quick Step     | + 1s  |
| 6. | Casper Pedersen     | Team DSM                  | + 1s  |
| 7. | Maciej Bodnar       | Bora-Hansgrohe            | + 2s  |
| 8. | Frederik Rodenberg  | Uno-X Pro Cycling Team    | + 2s  |
| 9. | Jason Osborne       | Deceuninck-Quick Step     | + 2s  |
| 10. | Peter Sagan         | Bora-Hansgrohe            | + 3s  |

### 1.ª etapa
| Košice - Košice | etapa escarpada | (158,4 km) |

| \| Classificação por etapas \| Classificação por etapas \| Classificação por etapas \| Classificação por etapas \| Classificação por etapas \| \| Ciclista \| Ciclista \| Equipe \| Tempo \| \| \| ------------------------ \| --------------------------- \| ------------------------ \| ------------------------ \| ------------------------ \| \| 1. \| Álvaro Hodeg \| Deceuninck-Quick Step \| 3h34m38s \| \| \| 2. \| Peter Sagan \| Bora-Hansgrohe \| + 0s \| \| \| 3. \| Reinardt Janse van Rensburg \| Qhubeka NextHash \| + 0s \| \| \| 4. \| Cees Bol \| Team DSM \| + 0s \| \| \| 5. \| Michael Mørkøv \| Deceuninck-Quick Step \| + 0s \| \| \| 6. \| Itamar Einhorn \| Israel Start-Up Nation \| + 0s \| \| \| 7. \| Luca Coati \| Team Qhubeka \| + 0s \| \| \| 8. \| Dominik Neumann \| Elkov-Kasper \| + 0s \| \| \| 9. \| Norman Vahtra \| Israel Start-Up Nation \| + 0s \| \| \| 10. \| Francisco Galván \| Equipo Kern Pharma \| + 0s \| \| |                             |                        |          |
| |                             |                        |          |
| |                             |                        |          |
| Classificação por etapas |                             |                        |          |
| Ciclista | Ciclista                    | Equipe                 | Tempo    |
| 1. | Álvaro Hodeg                | Deceuninck-Quick Step  | 3h34m38s |
| 2. | Peter Sagan                 | Bora-Hansgrohe         | + 0s     |
| 3. | Reinardt Janse van Rensburg | Qhubeka NextHash       | + 0s     |
| 4. | Cees Bol                    | Team DSM               | + 0s     |
| 5. | Michael Mørkøv              | Deceuninck-Quick Step  | + 0s     |
| 6. | Itamar Einhorn              | Israel Start-Up Nation | + 0s     |
| 7. | Luca Coati                  | Team Qhubeka           | + 0s     |
| 8. | Dominik Neumann             | Elkov-Kasper           | + 0s     |
| 9. | Norman Vahtra               | Israel Start-Up Nation | + 0s     |
| 10. | Francisco Galván            | Equipo Kern Pharma     | + 0s     |

| \| Classificação geral \| Classificação geral \| Classificação geral \| Classificação geral \| Classificação geral \| \| Ciclista \| Ciclista \| Equipe \| Tempo \| \| \| ------------------- \| --------------------------- \| --------------------- \| ------------------- \| ------------------- \| \| 1. \| Álvaro Hodeg \| Deceuninck-Quick Step \| 3h36m19s \| \| \| 2. \| Peter Sagan \| Bora-Hansgrohe \| + 6s \| \| \| 3. \| Eirik Lunder \| Gazprom-RusVelo \| + 8s \| \| \| 4. \| Kaden Groves \| BikeExchange \| + 9s \| \| \| 5. \| Roger Adrià \| Equipo Kern Pharma \| + 9s \| \| \| 6. \| Jannik Steimle \| Deceuninck-Quick Step \| + 9s \| \| \| 7. \| Reinardt Janse van Rensburg \| Qhubeka NextHash \| + 10s \| \| \| 8. \| Cees Bol \| Team DSM \| + 10s \| \| \| 9. \| Casper Pedersen \| Team DSM \| + 10s \| \| \| 10. \| Maciej Bodnar \| Bora-Hansgrohe \| + 11s \| \| |                             |                       |          |
| |                             |                       |          |
| |                             |                       |          |
| Classificação geral |                             |                       |          |
| Ciclista | Ciclista                    | Equipe                | Tempo    |
| 1. | Álvaro Hodeg                | Deceuninck-Quick Step | 3h36m19s |
| 2. | Peter Sagan                 | Bora-Hansgrohe        | + 6s     |
| 3. | Eirik Lunder                | Gazprom-RusVelo       | + 8s     |
| 4. | Kaden Groves                | BikeExchange          | + 9s     |
| 5. | Roger Adrià                 | Equipo Kern Pharma    | + 9s     |
| 6. | Jannik Steimle              | Deceuninck-Quick Step | + 9s     |
| 7. | Reinardt Janse van Rensburg | Qhubeka NextHash      | + 10s    |
| 8. | Cees Bol                    | Team DSM              | + 10s    |
| 9. | Casper Pedersen             | Team DSM              | + 10s    |
| 10. | Maciej Bodnar               | Bora-Hansgrohe        | + 11s    |

### 2.ª etapa
| Spišské Podhradie - Dolný Kubín | etapa escarpada | (179,7 km) |

| \| Classificação por etapas \| Classificação por etapas \| Classificação por etapas \| Classificação por etapas \| Classificação por etapas \| \| Ciclista \| Ciclista \| Equipe \| Tempo \| \| \| ------------------------ \| ------------------------ \| ------------------------ \| ------------------------ \| ------------------------ \| \| 1. \| Jannik Steimle \| Deceuninck-Quick Step \| 4h18m30s \| \| \| 2. \| Peter Sagan \| Bora-Hansgrohe \| + 0s \| \| \| 3. \| Álvaro Hodeg \| Deceuninck-Quick Step \| + 0s \| \| \| 4. \| Lukáš Kubiš \| Dukla Banská Bystrica \| + 0s \| \| \| 5. \| Francisco Galván \| Equipo Kern Pharma \| + 0s \| \| \| 6. \| Gal Glivar \| Adria Mobil \| + 0s \| \| \| 7. \| Fabio Felline \| Astana-Premier Tech \| + 0s \| \| \| 8. \| Alexey Lutsenko \| Astana-Premier Tech \| + 0s \| \| \| 9. \| Matúš Štoček \| Topforex ATT Investments \| + 0s \| \| \| 10. \| Idar Andersen \| Uno-X Pro Cycling Team \| + 0s \| \| |                  |                          |          |
| |                  |                          |          |
| |                  |                          |          |
| Classificação por etapas |                  |                          |          |
| Ciclista | Ciclista         | Equipe                   | Tempo    |
| 1. | Jannik Steimle   | Deceuninck-Quick Step    | 4h18m30s |
| 2. | Peter Sagan      | Bora-Hansgrohe           | + 0s     |
| 3. | Álvaro Hodeg     | Deceuninck-Quick Step    | + 0s     |
| 4. | Lukáš Kubiš      | Dukla Banská Bystrica    | + 0s     |
| 5. | Francisco Galván | Equipo Kern Pharma       | + 0s     |
| 6. | Gal Glivar       | Adria Mobil              | + 0s     |
| 7. | Fabio Felline    | Astana-Premier Tech      | + 0s     |
| 8. | Alexey Lutsenko  | Astana-Premier Tech      | + 0s     |
| 9. | Matúš Štoček     | Topforex ATT Investments | + 0s     |
| 10. | Idar Andersen    | Uno-X Pro Cycling Team   | + 0s     |

| \| Classificação geral \| Classificação geral \| Classificação geral \| Classificação geral \| Classificação geral \| \| Ciclista \| Ciclista \| Equipe \| Tempo \| \| \| ------------------- \| ------------------- \| ---------------------- \| ------------------- \| ------------------- \| \| 1. \| Álvaro Hodeg \| Deceuninck-Quick Step \| 7h54m45s \| \| \| 2. \| Jannik Steimle \| Deceuninck-Quick Step \| + 3s \| \| \| 3. \| Peter Sagan \| Bora-Hansgrohe \| + 4s \| \| \| 4. \| Eirik Lunder \| Gazprom-RusVelo \| + 12s \| \| \| 5. \| Jakub Otruba \| Elkov-Kasper \| + 13s \| \| \| 6. \| Roger Adrià \| Equipo Kern Pharma \| + 13s \| \| \| 7. \| Cees Bol \| Team DSM \| + 14s \| \| \| 8. \| Casper Pedersen \| Team DSM \| + 14s \| \| \| 9. \| Maciej Bodnar \| Bora-Hansgrohe \| + 15s \| \| \| 10. \| Idar Andersen \| Uno-X Pro Cycling Team \| + 15s \| \| |                 |                        |          |
| |                 |                        |          |
| |                 |                        |          |
| Classificação geral |                 |                        |          |
| Ciclista | Ciclista        | Equipe                 | Tempo    |
| 1. | Álvaro Hodeg    | Deceuninck-Quick Step  | 7h54m45s |
| 2. | Jannik Steimle  | Deceuninck-Quick Step  | + 3s     |
| 3. | Peter Sagan     | Bora-Hansgrohe         | + 4s     |
| 4. | Eirik Lunder    | Gazprom-RusVelo        | + 12s    |
| 5. | Jakub Otruba    | Elkov-Kasper           | + 13s    |
| 6. | Roger Adrià     | Equipo Kern Pharma     | + 13s    |
| 7. | Cees Bol        | Team DSM               | + 14s    |
| 8. | Casper Pedersen | Team DSM               | + 14s    |
| 9. | Maciej Bodnar   | Bora-Hansgrohe         | + 15s    |
| 10. | Idar Andersen   | Uno-X Pro Cycling Team | + 15s    |

### 3.ª etapa
| Dolný Kubín - Považská Bystrica | etapa escarpada | (193,2 km) |

| \| Classificação por etapas \| Classificação por etapas \| Classificação por etapas \| Classificação por etapas \| Classificação por etapas \| \| Ciclista \| Ciclista \| Equipe \| Tempo \| \| \| ------------------------ \| ------------------------ \| ------------------------ \| ------------------------ \| ------------------------ \| \| 1. \| Peter Sagan \| Bora-Hansgrohe \| 4h28m47s \| \| \| 2. \| Kaden Groves \| BikeExchange \| + 0s \| \| \| 3. \| Peter Sagan \| Bora-Hansgrohe \| + 0s \| \| \| 4. \| Álvaro Hodeg \| Deceuninck-Quick Step \| + 0s \| \| \| 5. \| Antonio Puppio \| Team Qhubeka \| + 0s \| \| \| 6. \| Giovanni Lonardi \| Bardiani CSF Faizanè \| + 0s \| \| \| 7. \| Itamar Einhorn \| Israel Start-Up Nation \| + 0s \| \| \| 8. \| Michael Mørkøv \| Deceuninck-Quick Step \| + 0s \| \| \| 9. \| Adam Toupalik \| Elkov-Kasper \| + 0s \| \| \| 10. \| Dominik Neumann \| Elkov-Kasper \| + 0s \| \| |                  |                        |          |
| |                  |                        |          |
| |                  |                        |          |
| Classificação por etapas |                  |                        |          |
| Ciclista | Ciclista         | Equipe                 | Tempo    |
| 1. | Peter Sagan      | Bora-Hansgrohe         | 4h28m47s |
| 2. | Kaden Groves     | BikeExchange           | + 0s     |
| 3. | Peter Sagan      | Bora-Hansgrohe         | + 0s     |
| 4. | Álvaro Hodeg     | Deceuninck-Quick Step  | + 0s     |
| 5. | Antonio Puppio   | Team Qhubeka           | + 0s     |
| 6. | Giovanni Lonardi | Bardiani CSF Faizanè   | + 0s     |
| 7. | Itamar Einhorn   | Israel Start-Up Nation | + 0s     |
| 8. | Michael Mørkøv   | Deceuninck-Quick Step  | + 0s     |
| 9. | Adam Toupalik    | Elkov-Kasper           | + 0s     |
| 10. | Dominik Neumann  | Elkov-Kasper           | + 0s     |

| \| Classificação geral \| Classificação geral \| Classificação geral \| Classificação geral \| Classificação geral \| \| Ciclista \| Ciclista \| Equipe \| Tempo \| \| \| ------------------- \| ------------------- \| --------------------- \| ------------------- \| ------------------- \| \| 1. \| Peter Sagan \| Bora-Hansgrohe \| 12h23m30s \| \| \| 2. \| Álvaro Hodeg \| Deceuninck-Quick Step \| + 2s \| \| \| 3. \| Jannik Steimle \| Deceuninck-Quick Step \| + 5s \| \| \| 4. \| Roger Adrià \| Equipo Kern Pharma \| + 12s \| \| \| 5. \| Eirik Lunder \| Gazprom-RusVelo \| + 14s \| \| \| 6. \| Jakub Otruba \| Elkov-Kasper \| + 15s \| \| \| 7. \| Matej Zahálka \| Elkov-Kasper \| + 16s \| \| \| 8. \| Cees Bol \| Team DSM \| + 16s \| \| \| 9. \| Casper Pedersen \| Team DSM \| + 16s \| \| \| 10. \| Maciej Bodnar \| Bora-Hansgrohe \| + 17s \| \| |                 |                       |           |
| |                 |                       |           |
| |                 |                       |           |
| Classificação geral |                 |                       |           |
| Ciclista | Ciclista        | Equipe                | Tempo     |
| 1. | Peter Sagan     | Bora-Hansgrohe        | 12h23m30s |
| 2. | Álvaro Hodeg    | Deceuninck-Quick Step | + 2s      |
| 3. | Jannik Steimle  | Deceuninck-Quick Step | + 5s      |
| 4. | Roger Adrià     | Equipo Kern Pharma    | + 12s     |
| 5. | Eirik Lunder    | Gazprom-RusVelo       | + 14s     |
| 6. | Jakub Otruba    | Elkov-Kasper          | + 15s     |
| 7. | Matej Zahálka   | Elkov-Kasper          | + 16s     |
| 8. | Cees Bol        | Team DSM              | + 16s     |
| 9. | Casper Pedersen | Team DSM              | + 16s     |
| 10. | Maciej Bodnar   | Bora-Hansgrohe        | + 17s     |

### 4.ª etapa
| Trenčianske Teplice - Trnava | etapa escarpada | (159,2 km) |

| \| Classificação por etapas \| Classificação por etapas \| Classificação por etapas \| Classificação por etapas \| Classificação por etapas \| \| Ciclista \| Ciclista \| Equipe \| Tempo \| \| \| ------------------------ \| ------------------------ \| ------------------------- \| ------------------------ \| ------------------------ \| \| 1. \| Itamar Einhorn \| Israel Start-Up Nation \| 3h27m40s \| \| \| 2. \| Peter Sagan \| Bora-Hansgrohe \| + 0s \| \| \| 3. \| Cees Bol \| Team DSM \| + 0s \| \| \| 4. \| Jannik Steimle \| Deceuninck-Quick Step \| + 0s \| \| \| 5. \| Kaden Groves \| BikeExchange \| + 0s \| \| \| 6. \| Fabio Felline \| Astana-Premier Tech \| + 0s \| \| \| 7. \| Alexander Konychev \| BikeExchange \| + 0s \| \| \| 8. \| Andreas Stokbro \| Qhubeka NextHash \| + 0s \| \| \| 9. \| Alexey Lutsenko \| Astana-Premier Tech \| + 0s \| \| \| 10. \| Jakub Kaczmarek \| HRE Mazowsze Serce Polski \| + 0s \| \| |                    |                           |          |
| |                    |                           |          |
| |                    |                           |          |
| Classificação por etapas |                    |                           |          |
| Ciclista | Ciclista           | Equipe                    | Tempo    |
| 1. | Itamar Einhorn     | Israel Start-Up Nation    | 3h27m40s |
| 2. | Peter Sagan        | Bora-Hansgrohe            | + 0s     |
| 3. | Cees Bol           | Team DSM                  | + 0s     |
| 4. | Jannik Steimle     | Deceuninck-Quick Step     | + 0s     |
| 5. | Kaden Groves       | BikeExchange              | + 0s     |
| 6. | Fabio Felline      | Astana-Premier Tech       | + 0s     |
| 7. | Alexander Konychev | BikeExchange              | + 0s     |
| 8. | Andreas Stokbro    | Qhubeka NextHash          | + 0s     |
| 9. | Alexey Lutsenko    | Astana-Premier Tech       | + 0s     |
| 10. | Jakub Kaczmarek    | HRE Mazowsze Serce Polski | + 0s     |

## Classificações finais
- As classificações finalizaram da seguinte forma:[2]

### Classificação geral
| \| Classificação geral \| Classificação geral \| Classificação geral \| Classificação geral \| Classificação geral \| \| Ciclista \| Ciclista \| Equipe \| Tempo \| \| \| ------------------- \| ------------------- \| ---------------------- \| ------------------- \| ------------------- \| \| 1. \| Peter Sagan \| Bora-Hansgrohe \| 15h51m00s \| \| \| 2. \| Jannik Steimle \| Deceuninck-Quick Step \| + 11s \| \| \| 3. \| Cees Bol \| Team DSM \| + 17s \| \| \| 4. \| Roger Adrià \| Equipo Kern Pharma \| + 22s \| \| \| 5. \| Idar Andersen \| Uno-X Pro Cycling Team \| + 24s \| \| \| 6. \| Casper Pedersen \| Team DSM \| + 26s \| \| \| 7. \| Maciej Bodnar \| Bora-Hansgrohe \| + 27s \| \| \| 8. \| Alexey Lutsenko \| Astana-Premier Tech \| + 27s \| \| \| 9. \| Fabio Felline \| Astana-Premier Tech \| + 30s \| \| \| 10. \| Niklas Märkl \| Team DSM \| + 30s \| \| |                 |                        |           |
| |                 |                        |           |
| |                 |                        |           |
| Classificação geral |                 |                        |           |
| Ciclista | Ciclista        | Equipe                 | Tempo     |
| 1. | Peter Sagan     | Bora-Hansgrohe         | 15h51m00s |
| 2. | Jannik Steimle  | Deceuninck-Quick Step  | + 11s     |
| 3. | Cees Bol        | Team DSM               | + 17s     |
| 4. | Roger Adrià     | Equipo Kern Pharma     | + 22s     |
| 5. | Idar Andersen   | Uno-X Pro Cycling Team | + 24s     |
| 6. | Casper Pedersen | Team DSM               | + 26s     |
| 7. | Maciej Bodnar   | Bora-Hansgrohe         | + 27s     |
| 8. | Alexey Lutsenko | Astana-Premier Tech    | + 27s     |
| 9. | Fabio Felline   | Astana-Premier Tech    | + 30s     |
| 10. | Niklas Märkl    | Team DSM               | + 30s     |

### Classificação por pontos
| Classificação por pontos | Classificação por pontos | Classificação por pontos | Classificação por pontos | Classificação por pontos |
| Ciclista                 | Ciclista                 | Equipe                   | Pontos                   |                          |
| ------------------------ | ------------------------ | ------------------------ | ------------------------ | ------------------------ |
| 1.                       | Peter Sagan              | Bora-Hansgrohe           | 58 pts                   |                          |
| 2.                       | Álvaro Hodeg             | Deceuninck-Quick Step    | 34 pts                   |                          |
| 3.                       | Jannik Steimle           | Deceuninck-Quick Step    | 32 pts                   |                          |
| 4.                       | Cees Bol                 | Team DSM                 | 28 pts                   |                          |
| 5.                       | Itamar Einhorn           | Israel Start-Up Nation   | 24 pts                   |                          |
| 6.                       | Roger Adrià              | Equipo Kern Pharma       | 18 pts                   |                          |
| 7.                       | Kaden Groves             | BikeExchange             | 18 pts                   |                          |
| 8.                       | Eirik Lunder             | Gazprom-RusVelo          | 16 pts                   |                          |
| 9.                       | Matej Zahálka            | Elkov-Kasper             | 16 pts                   |                          |
| 10.                      | Fredrik Dversnes         | Gazprom-RusVelo          | 16 pts                   |                          |

### Classificação da montanha
| Classificação da montanha | Classificação da montanha | Classificação da montanha | Classificação da montanha | Classificação da montanha |
| Ciclista                  | Ciclista                  | Equipe                    | Pontos                    |                           |
| ------------------------- | ------------------------- | ------------------------- | ------------------------- | ------------------------- |
| 1.                        | Andrea Garosio            | Bardiani CSF Faizanè      | 37 pts                    |                           |
| 2.                        | Roger Adrià               | Equipo Kern Pharma        | 16 pts                    |                           |
| 3.                        | Tomasz Budziński          | HRE Mazowsze Serce Polski | 13 pts                    |                           |
| 4.                        | Jan Bárta                 | Elkov-Kasper              | 12 pts                    |                           |
| 5.                        | Domenico Pozzovivo        | Qhubeka NextHash          | 12 pts                    |                           |
| 6.                        | Matej Zahálka             | Elkov-Kasper              | 11 pts                    |                           |
| 7.                        | Fredrik Dversnes          | Gazprom-RusVelo           | 10 pts                    |                           |
| 8.                        | Peter Sagan               | Bora-Hansgrohe            | 9 pts                     |                           |
| 9.                        | Idar Andersen             | Uno-X Pro Cycling Team    | 8 pts                     |                           |
| 10.                       | Gabriele Petrelli         | Cycling Team Friuli ASD   | 6 pts                     |                           |

### Classificação dos jovens
| Classificação dos jovens | Classificação dos jovens | Classificação dos jovens | Classificação dos jovens | Classificação dos jovens |
| Ciclista                 | Ciclista                 | Equipe                   | Tempo                    |                          |
| ------------------------ | ------------------------ | ------------------------ | ------------------------ | ------------------------ |
| 1.                       | Idar Andersen            | Uno-X Pro Cycling Team   | 15h51m24s                |                          |
| 2.                       | Niklas Märkl             | Team DSM                 | + 6s                     |                          |
| 3.                       | Gabriele Petrelli        | Cycling Team Friuli ASD  | + 1m09s                  |                          |
| 4.                       | Eirik Lunder             | Gazprom-RusVelo          | + 9m03s                  |                          |
| 5.                       | Leon Heinschke           | Development Team DSM     | + 9m07s                  |                          |
| 6.                       | Lukáš Kubiš              | Dukla Banská Bystrica    | + 9m09s                  |                          |
| 7.                       | Matúš Štoček             | Topforex ATT Investments | + 9m10s                  |                          |
| 8.                       | Gleb Brussenskiy         | Astana-Premier Tech      | + 9m10s                  |                          |
| 9.                       | Antonio Puppio           | Team Qhubeka             | + 9m11s                  |                          |
| 10.                      | Aljaž Jarc               | Adria Mobil              | + 9m12s                  |                          |

### Classificação por equipas
| Classificação por equipes | Classificação por equipes | Classificação por equipes | Classificação por equipes |
| Equipe                    | Equipe                    | Tempo                     |                           |
| ------------------------- | ------------------------- | ------------------------- | ------------------------- |
| 1.                        | Team DSM                  | 47h34m20s                 |                           |
| 2.                        | BikeExchange              | + 6s                      |                           |
| 3.                        | Qhubeka NextHash          | + 12s                     |                           |
| 4.                        | Bora-Hansgrohe            | + 22s                     |                           |
| 5.                        | Israel Start-Up Nation    | + 3m39s                   |                           |

## Evolução das classificações
| Etapa                 | Vencedor              | Classificação geral | Classificação por pontos | Classificação da montanha | Classificação dos jovens | Classificação do melhor eslovaco | Classificação por equipas |
| --------------------- | --------------------- | ------------------- | ------------------------ | ------------------------- | ------------------------ | -------------------------------- | ------------------------- |
| Prólogo               | Kaden Groves          | Kaden Groves        | não se entregou          | não se entregou           | Julius Johansen          | Peter Sagan                      | Deceuninck-Quick Step     |
| 1.ª                   | Álvaro Hodeg          | Álvaro Hodeg        | Eirik Lunder             | Andrea Garosio            | Eirik Lunder             | Peter Sagan                      | Deceuninck-Quick Step     |
| 2.ª                   | Jannik Steimle        | Álvaro Hodeg        | Álvaro Hodeg             | Andrea Garosio            | Eirik Lunder             | Peter Sagan                      | DSM                       |
| 3.ª                   | Kristoffer Halvorsen  | Peter Sagan         | Peter Sagan              | Andrea Garosio            | Eirik Lunder             | Peter Sagan                      | DSM                       |
| 4.ª                   | Itamar Einhorn        | Peter Sagan         | Peter Sagan              | Andrea Garosio            | Idar Andersen            | Peter Sagan                      | DSM                       |
| Classificações finais | Classificações finais | Peter Sagan         | Peter Sagan              | Andrea Garosio            | Idar Andersen            | Peter Sagan                      | DSM                       |

## UCI World Ranking
O Tour da Eslováquia outorgou pontos para o UCI World Ranking para corredores das equipas nas categorias UCI WorldTeam, UCI ProTeam e Continental. As seguintes tabelas são o barómetro de pontuação e os 10 corredores que obtiveram mais pontos:
| Posição             | 1.º | 2.º | 3.º | 4.º | 5.º | 6.º | 7.º | 8.º | 9.º | 10.º | 11.º | 12.º | 13.º-15.º | 16.º-25.º |
| Classificação geral | 125 | 85  | 70  | 60  | 50  | 40  | 35  | 30  | 25  | 20   | 15   | 10   | 5         | 3         |
| Por etapa           | 14  | 5   | 3   |     |     |     |     |     |     |      |      |      |           |           |
| Líder               | 3   |     |     |     |     |     |     |     |     |      |      |      |           |           |

| Classificação |                 |                       |       |       |       |       |
| Posição       | Ciclista        | Equipa                | Geral | Etapa | Líder | Total |
| ------------- | --------------- | --------------------- | ----- | ----- | ----- | ----- |
| 1.º           | Peter Sagan     | Bora-Hansgrohe        | 125   | 18    | 3     | 146   |
| 2.º           | Jannik Steimle  | Deceuninck-Quick Step | 85    | 19    | -     | 104   |
| 3.º           | Cees Bol        | DSM                   | 70    | 3     | -     | 73    |
| 4.º           | Roger Adrià     | Kern Pharma           | 60    | -     | -     | 60    |
| 5.º           | Idar Andersen   | Uno-X                 | 50    | -     | -     | 50    |
| 6.º           | Casper Pedersen | DSM                   | 40    | -     | -     | 40    |
| 7.º           | Maciej Bodnar   | Bora-Hansgrohe        | 35    | -     | -     | 35    |
| 8.º           | Alexey Lutsenko | Astana-Premier Tech   | 30    | -     | -     | 30    |
| 9.º           | Fabio Felline   | Astana-Premier Tech   | 25    | -     | -     | 25    |
| 10.º          | Kaden Groves    | BikeExchange          | 3     | 19    | 3     | 25    |